# Хабір Сулейманов
Сулейманов Хабір Гібадатулович (башк. Сөләймәнов Хәбир Ғибәҙәт улы) — професійний боксер, володар титулу чемпіона за версією WBO NABO, чемпіон світу з кікбоксингу.

## Біографія
Хабір Сулейманов народився в селі Ілімбетово Аргаяшського району Челябінської області. Хабір мав брата близнюка Сабіра. У дитинстві хлопчики ще не знали про бокс, але спортом захоплювалися, навіть стали чемпіонами району з шахів. До витривалості їх привчив батько, він їх брав на полювання навіть в сильні морози. Першим тренером з боксу був Салават Байрамгалін, який працював у районній спортивній школі. Хлопці з 17 років тренувалися у нього.

## Навчання
З братом-близнюком школу закінчив у сусідньому селі Дербішева. Після закінчення середньої школи хлопці поступили в Челябінську державну агроінженерну академію на факультет електрифікації та автоматизації сільськогосподарського виробництва. Школа кікбоксингу Салавата Байрамгаліна теж переїхала до Челябінська. Сулейманові продовжували займатися боксом. Займали місця в чемпіонатах в Челябінську, в Челябінській області і в Росії.

## Еміграція в США
На одному з чемпіонатів Батів Сулейманових запримітив американський тренер — емігрант з Росії. Він сказав братам забути прокікбоксин. тому, що в штатах популярний бокс. Через пару місяців, восени 2004 року, близнюки вже гуляли по Нью-Йорку. Спочатку вони жили на квартирі тренера і кожен день по три години займалися боксом. Сабір і Хабіру вже встигли попрацювати вантажниками, охоронцями в супермаркеті, збирачами пластикових вікон. Влаштувалися працювати за фахом. Сабір електромонтером, Хабіру — механіком.